# Somme-Tourbe
Somme-Tourbe ist eine französische Gemeinde mit 141 Einwohnern (Stand 1. Januar 2022) im Département Marne in der Region Grand Est. Sie gehört zum Arrondissement Châlons-en-Champagne und zum Kanton Argonne Suippe et Vesle. 

## Geografie
Die Gemeinde Somme-Tourbe liegt in der Trockenen Champagne etwa auf halbem Weg zwischen Reims und Verdun. Im Gemeindegebiet entspringt die Tourbe. Somme-Tourbe wird umgeben von folgenden Nachbargemeinden:
|                      | Saint-Jean-sur-Tourbe                       | Hans         |
| Somme-Suippe         | Kompassrose, die auf Nachbargemeinden zeigt |              |
| Saint-Remy-sur-Bussy | La Croix-en-Champagne                       | Somme-Bionne |

## Bevölkerungsentwicklung

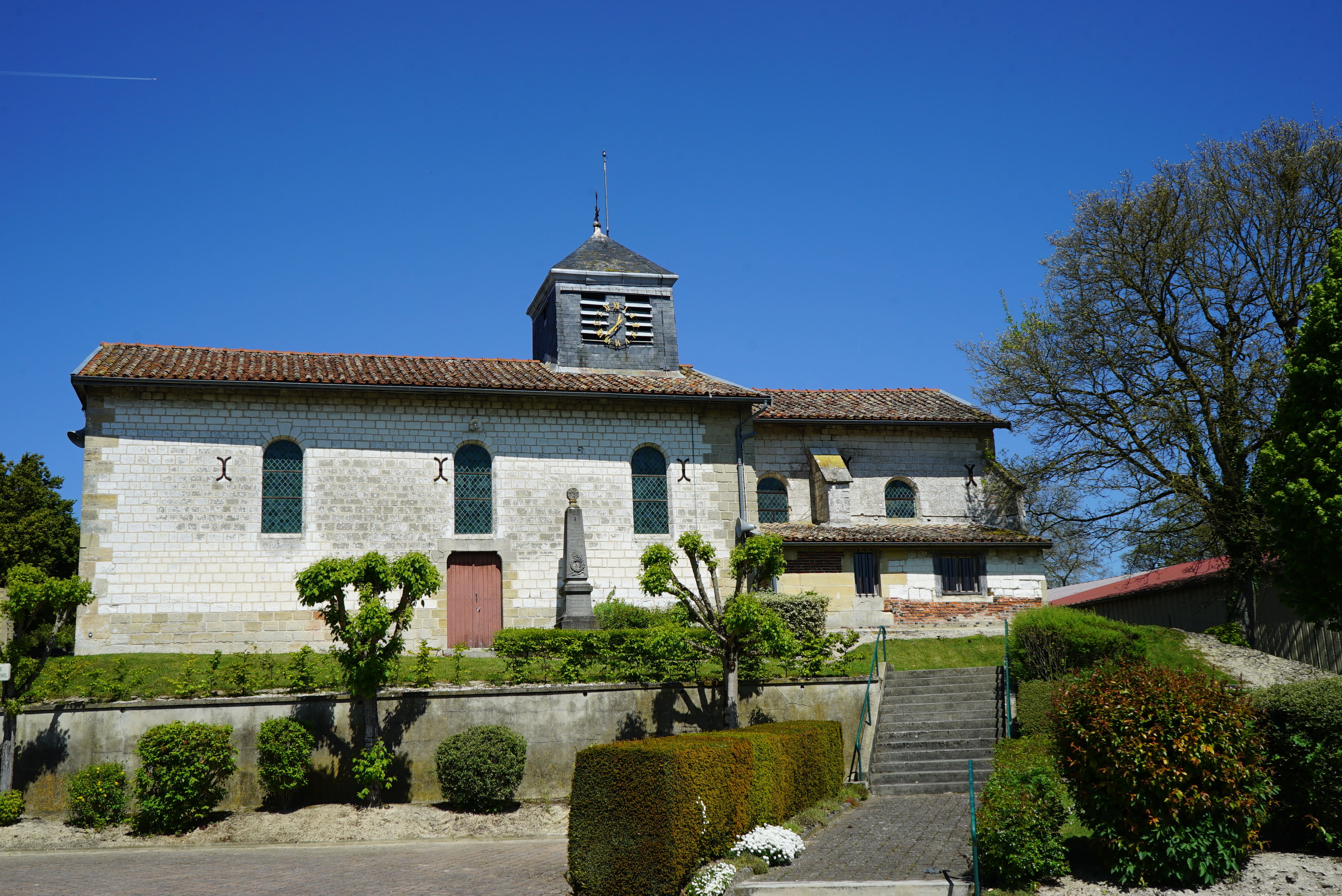
Kirche Saint-Martin

| Jahr                       | 1962 | 1968 | 1975 | 1982 | 1990 | 1999 | 2008 | 2018 |
| -------------------------- | ---- | ---- | ---- | ---- | ---- | ---- | ---- | ---- |
| Einwohner                  | 172  | 157  | 136  | 136  | 153  | 149  | 140  | 141  |
| Quellen: Cassini und INSEE |      |      |      |      |      |      |      |      |